# 久住高原

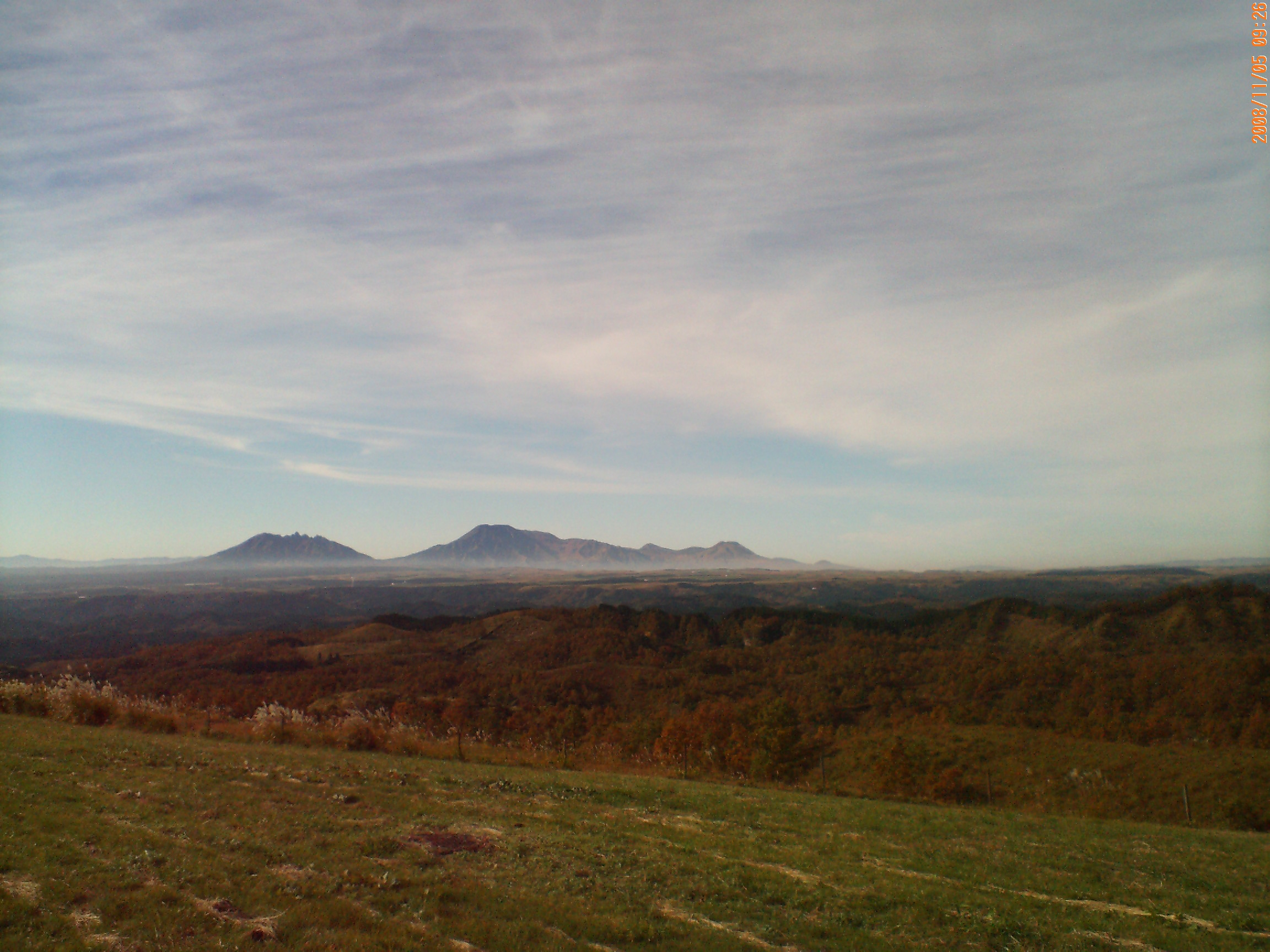
久住高原コテージからの風景

久住高原（くじゅうこうげん）は、大分県竹田市（旧久住町）に位置する高原。阿蘇くじゅう国立公園に含まれる。

## 地理
久住山及び大船山の南麓の標高約600 - 1,100mの地域に広がる高原である。
大分県別府市と熊本県阿蘇市を結ぶ大分県道・熊本県道11号別府一の宮線から、久住高原ロードパークを介して、大分県及び熊本県の各中心地域に連絡している。

## 観光
- 野焼き：毎年3月に行われる。「くじゅう四季の草原、野焼きのかおり」として、環境省の「かおり風景100選」に選定されている。
- くじゅう花公園：20万m2の広大な敷地に約500種類、300万本の花が植えられている。
- ガンジーファーム：観光牧場。日本では珍しいイギリス領ガーンジー島原産のガンジー種の乳牛を飼育し、ゴールデン・ミルクと呼ばれる高品質な牛乳をアイスクリーム等の乳製品に加工・販売している。
- 温泉：久住高原温泉郷 - 七里田温泉、赤川温泉、法華院温泉、久住高原温泉